# Горшбах
Горшбах (нім. Horschbach) — громада в Німеччині, розташована в землі Рейнланд-Пфальц. Входить до складу району Кузель. Складова частина об'єднання громад Альтенглан.
Площа — 7,05 км2. Населення становить 230 ос. (станом на 31 грудня 2020).